# Monoblepharidales
Monoblepharidales is een orde van schimmels (Fungi) uit de stam van de Chytridiomycota (Schijnschimmels).
Tot deze orde behoren waterschimmels met een grote, sponsachtig mycelium. Er zijn ongeveer 20 soorten.

## Taxonomie
De taxonomische indeling van de Monoblepharidales is als volgt:
Orde: Monoblepharidales
- Familie: Gonypodyaceae
- Familie: Monoblepharidaceae
- Familie: Oedogoniomycetaceae